# 全球网络存储工业协会
全球网络存储工业协会（英語：Storage Networking Industry Association）提供相关行业标准如存储区域网络、光纤通道协议、SMI等，成员包括博科、思科、易安信、惠普、国际商业机器、博隆等。